# ジロビン
ジロビン（ベラルーシ語: Жло́бін、ロシア語: Жло́бин、ポーランド語: Żłobin、リトアニア語: Žlobinas）とは、ドニャプロ（ドニエプル）川に面したベラルーシのホメリ（ゴメリ）州ジロビン地区に属する都市である。2017年の人口は76,078人。

## 歴史
ジロビンの歴史は古く、青銅器時代の集落が発見されている。15世紀のリトアニア大公国の時代にはホトケヴィチ家の所領となっていた。史料にジロビンへの最初の言及が確認されるのは1654年で、Zlobinという名称で記されていた。1654年にジロビンはウクライナ・コサックの攻撃を受け、町に建てられていた城砦が破壊される。1793年の第二次ポーランド分割でジロビンはロシア帝国に編入された。
19世紀後半にジロビンに鉄道が開通すると町の発展が促進されるが、1880年と1909年に大火災の被害を受ける。
1939年当時、町人口の19%がユダヤ人で占められていた。第二次世界大戦中にナチス・ドイツはユダヤ人を2か所のゲットーに収容し、収容者たちは飢え、病気、虐待に苦しめられた。1942年4月12日に1,200人のユダヤ人がゲットーで殺害された。

## 産業
ジロビンはベラルーシの大企業の一つであるベラルーシ冶金工場（BMZ）の創業の地として知られている。ソビエト連邦時代に工業化が進み、ベラルーシ冶金工場のほか、食品、家具、繊維などの工場が置かれている。

## 建築物
ジロビンは数度の戦火に巻き込まれた町であり、戦災に耐えた歴史的建築物はあまり多く残っていない。市内に建つ聖三位一体大聖堂は戦災を乗り越えた歴史的建築物であり、近隣の村落には歴史的建築物が残されている。

## 交通
ジロビンはサンクトペテルブルク・オデッサ間を結ぶ鉄道とホメリ（ゴメリ）・ミンスク・ヴィリニュスを結ぶ鉄道が交差する。

## 観光
2008年にプール、入浴施設などを備えた娯楽施設が開園した。ベラルーシ最長のウォータースライダーのほか、ジャグジー、トルコ式浴場、サウナが設けられている。

## 姉妹都市、友好都市
- スカレンゲ（イタリア、1992年-[5]）
- ヴィクサ（英語版、ロシア語版）（ロシア）
- 連雲港市（中華人民共和国、2016年-）